# مارک تبدیل‌پذیر بوسنی و هرزگوین
مارک تبدیل‌پذیر بوسنی و هرزگوین 
(به بوسنیایی: Konvertibilna marka Bosna i Hercegovina) با کد ایزوی BAM، یکای پول رایج در کشور بوسنی و هرزگوین است. مسئولیت کنترل این یکای پول برعهدهٔ بانک مرکزی بوسنی و هرزگوین قرار دارد.